# Yerry Mina
Yerry Fernando Mina González (* 23. September 1994 in Guachené, Cauca) ist ein kolumbianischer Fußballspieler, der aktuell für Cagliari Calcio in der italienischen Serie A spielt.

## Karriere

### Im Verein

#### Mina in Südamerika

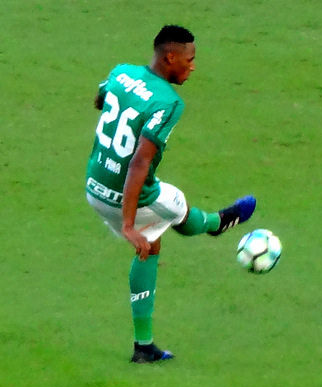
Mina im Trikot von Palmeiras (2017)

Der Innenverteidiger begann seine Karriere bei Deportivo Pasto. Für den Klub debütierte er im März 2013 in der Copa Colombia. Im Oktober 2013 debütierte Mina in der Categoría Primera A und kam bis zum Ende der Saison 2013 auf 14 Einsätze, in denen er ein Tor erzielte.
Zur Saison 2014 wechselte Mina zum Ligakonkurrenten Independiente Santa Fe. Beim Klub aus Bogotá entwickelte er sich zum Stammspieler und gewann in seinem ersten Jahr die Finalización sowie Anfang 2015 die anschließende Superliga de Colombia. In den Spielzeiten 2014, 2015 und 2016 kam Mina auf 67 Einsätze, in denen er sieben Treffer erzielte. Zudem steuerte er in der Saison 2015 zehn Einsätze (ein Tor) zum Gewinn der Copa Sudamericana bei.
Im Mai 2016 wechselte Mina nach Brasilien zu Palmeiras São Paulo. Bei Palmeiras kam er in der Série A in den Spielzeiten 2016, in der man brasilianischer Meister wurde, und 2017, in der Palmeiras den zweiten Platz belegte, sowie in der Staatsmeisterschaft von São Paulo 2017 auf 36 Einsätze, in denen er sechs Treffer erzielte.

#### Wechsel nach Europa
Im Januar 2018 wechselte Mina für 11,8 Mio. Euro in die spanische Primera División zum FC Barcelona, bei dem er einen Vertrag bis zum 30. Juni 2023 erhielt, dessen Ausstiegsklausel bei 100 Mio. Euro liegt. Bis zum Saisonende konnte sich Mina insbesondere gegen Gerard Piqué und Samuel Umtiti nicht durchsetzen und kam auf fünf Ligaeinsätze. Mit Barça wurde er Meister und Pokalsieger.
Nachdem der FC Barcelona mit Clément Lenglet einen weiteren Innenverteidiger verpflichtet hatte, wechselte Mina zur Saison 2018/19 für eine Ablösesumme in Höhe von 30,25 Millionen Euro, die sich durch Bonuszahlungen um 1,5 Millionen Euro erhöhen kann, in die englische Premier League zum FC Everton. Zudem sicherte sich der FC Barcelona eine Rückkaufoption. Mina unterschrieb beim Klub aus Liverpool einen Vertrag mit einer Laufzeit bis zum 30. Juni 2023.
Im August 2023 wechselte er nach Italien zur AC Florenz.

### In der Nationalmannschaft

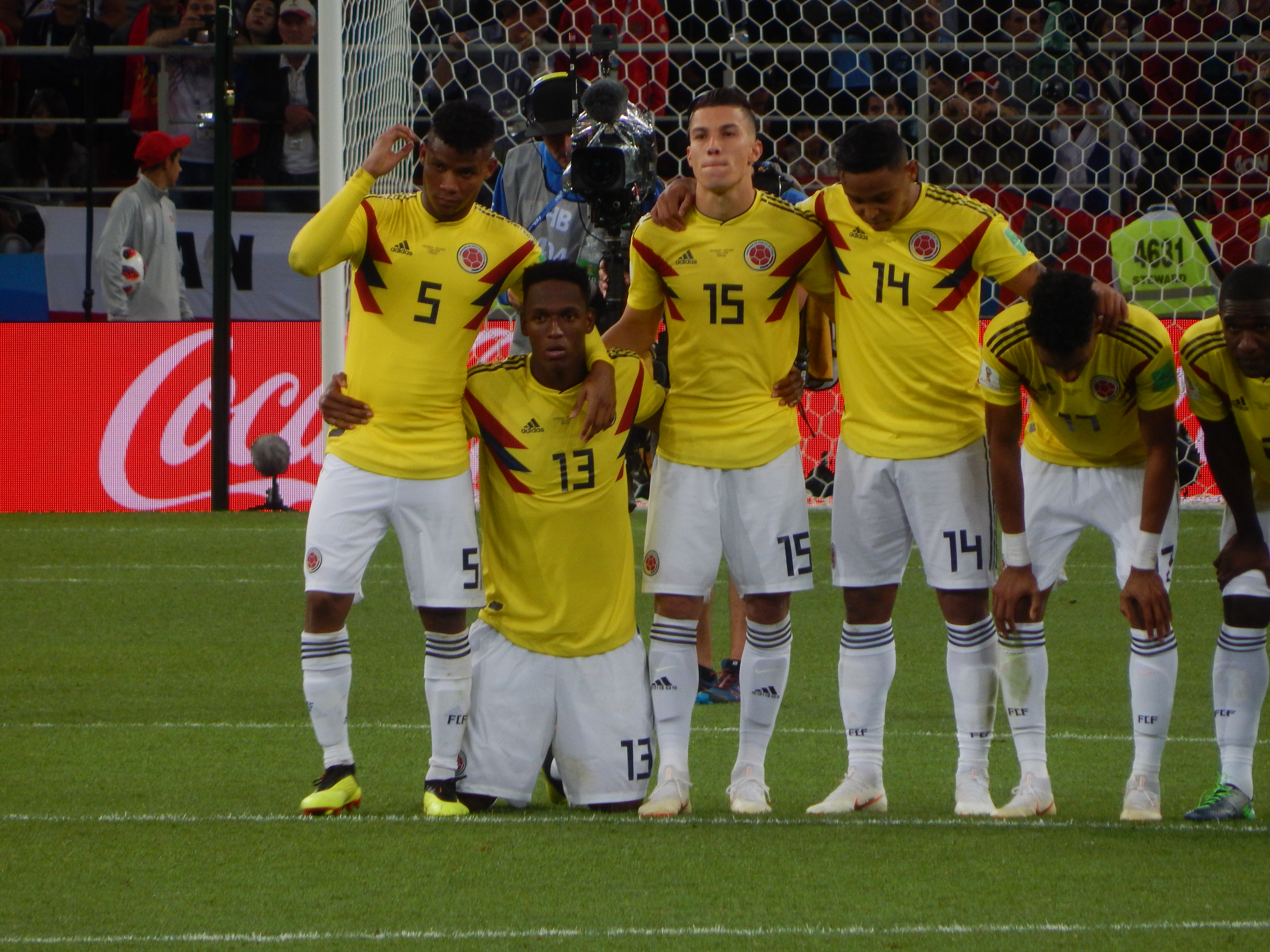
Mina (kniend, Nr. 13) während des Elfmeterschießens gegen England bei der WM 2018

Mina debütierte am 8. Juni 2016 während der Copa América Centenario 2016 in den USA in der kolumbianischen Nationalmannschaft. Am 13. Juni 2017 erzielte er bei einem 4:0-Testspielsieg gegen Kamerun seine ersten beiden Länderspieltore.
2018 schaffte er den Sprung ins kolumbianische Aufgebot zur Weltmeisterschaft in Russland. Die Mannschaft erreichte das Achtelfinale, wo sie sich gegen England nach dem Elfmeterschießen 3:4 geschlagen geben mussten. Mina kam in drei von vier Spielen zum Einsatz und erzielte dabei drei Tore, darunter das entscheidende Tor zum 1:0-Sieg gegen den Senegal, mit dem sich seine Mannschaft für das Achtelfinale qualifizierte sowie das 1:1 in der Nachspielzeit der regulären Spielzeit im Achtelfinale gegen England.

## Erfolge
Independiente Santa Fe
- Copa Sudamericana: 2015
- Superliga de Colombia: 2015
- Categoría Primera A – Finalización: 2014

Palmeiras São Paulo
- Brasilianischer Meister: 2016

FC Barcelona
- Spanischer Meister: 2018
- Spanischer Pokalsieger: 2018